# 張文環
張 文環（ちょう ぶんかん）は台湾の小説家、文芸誌編集者。岡山中学校、東洋大学文学部卒。日本統治時代の台湾を代表する小説家である。
張文環の作品は台湾風土の取材に基づくリアリズムに依拠した重厚な作風が特徴である。代表作の『夜猿』は皇民奉公会の台湾文学賞を受賞している。また小説『閹鶏』は舞台脚本に改作され広く親しまれた。
黄得時、中山侑らと文芸誌『台湾文学』を創刊した。精力的な文筆活動は戦時下の台湾文壇に大きな影響を与えていたが、戦後は逼塞した政治環境により執筆活動を放棄している。
1975年、日本語で書かれた自伝的小説「地に這うもの」が東京・現代文化社にて出版。
1978年、心臓病のため死去。